# Mąki
Mąki (deutsch Monken) ist ein Dorf in der polnischen Woiwodschaft Ermland-Masuren, das zur Gmina Ełk (Landgemeinde Lyck) im Powiat Ełcki (Kreis Lyck) gehört.

## Geographische Lage
Mąki liegt im südlichen Osten der Woiwodschaft Ermland-Masuren, sieben Kilometer südwestlich der Kreisstadt Ełk (Lyck).

## Geschichte
Das Dorf Monken wurde um 1539 gegründet und bestand aus ein paar kleinen Höfen. 
Von 1874 bis 1945 war der Ort in den Amtsbezirk Lyck-Land mit Sitz in Neuendorf (polnisch Nowa Wieś Ełcka) eingegliedert. Er gehörte zum Kreis Lyck im Regierungsbezirk Gumbinnen (ab 1905: Regierungsbezirk Allenstein) in der preußischen Provinz Ostpreußen.
Im Jahr 1910 waren in Monken 80 Einwohner registriert. Ihre Zahl erhöhte sich leicht, als am 30. September 1928 der Nachbarort Suszczen, 1938 bis 1945 Siedelberg, polnisch Suszcze, (heute nicht mehr existent) eingemeindet wurde: 103 betrug sie im Jahr 1933, 115 im Jahr 1939.
Aufgrund der Bestimmungen des Versailler Vertrags stimmte die Bevölkerung im Abstimmungsgebiet Allenstein, zu dem Monken gehörte, am 11. Juli 1920 über die weitere staatliche Zugehörigkeit zu Ostpreußen (und damit zu Deutschland) oder den Anschluss an Polen ab. In Monken stimmten 60 Einwohner für den Verbleib bei Ostpreußen, auf Polen entfielen keine Stimmen.
Mit dem gesamten südlichen Ostpreußen wurde Monken 1945 in Kriegsfolge an Polen überstellt und erhielt die polnische Namensform „Mąki“. Heute ist das Dorf Sitz eines Schulzenamtes (polnisch Sołectwo) und als solches eine Ortschaft im Verbund der Gmina Ełk (Landgemeinde Lyck) im Powiat Ełcki (Kreis Lyck), vor 1998 der Woiwodschaft Suwałki, seither der Woiwodschaft Ermland-Masuren zugehörig.

## Religionen
Bis 1945 war Monken in die evangelische Pfarrkirche Lyck in der Kirchenprovinz Ostpreußen der Kirche der Altpreußischen Union sowie in die römisch-katholische Kirche St. Adalbert in Lyck im Bistum Ermland eingepfarrt. 
Heute gehört Mąki katholischerseits zur Pfarrei Bajtkowo im Bistum Ełk der Römisch-katholischen Kirche in Polen, evangelischerseits zur Kirchengemeinde in Ełk, einer Filialgemeinde der Pfarrei Pisz (Johannisburg) in der Diözese Masuren der Evangelisch-Augsburgischen Kirche in Polen.

## Verkehr
Mąki liegt an der Nebenstraße 1864N, die die Kreisstadt Ełk und deren Stadtteil Grunwaldzkie mit dem südwestlichen Umland bis nach Mostołty (Mostolten) verbindet. 